# Wazone di Liegi
Wazone o Wazo, Guazo, Azzo (985 circa – 1048) è stato un vescovo e teologo belga, fu vescovo di Liegi dal 1042 all'8 luglio 1048, come narrano le cronache redatte dal suo amico, Anselmo di Liegi.
Nel periodo in cui fu vescovo, Wazone mantenne un approccio moderato nei confronti dei casi di eresia, non comune ai suoi tempi. In una lettera a Roger, vescovo di Châlons, citò la parabola della zizzania del Nuovo Testamento, sostenendo che «la Chiesa dovrebbe lasciar crescere il dissenso con l'ortodossia sino a quando il Signore verrà a separarli e giudicarli» .
Fu coinvolto nel periodo 1021-1025 in una controversia con Giovanni, canonico e rettore di Liegi. La sua elezione a vescovo nel 1042 fu duramente contestata, inizialmente anche dall'imperatore Enrico III. Wazone fu un fervente sostenitore dell'imperatore e della sua politica, proclamando che se questi gli avesse strappato il suo occhio destro, gli avrebbe dato anche il sinistro per onorarlo e servirlo; riteneva però che l'imperatore non dovesse occuparsi degli affari ecclesiastici, come le investiture, di competenza esclusiva dell'autorità divina.
Durante la carestia del 1043 organizzò efficacemente gli aiuti alla popolazione; nel 1046 sconfisse i francesi che cercavano di annettere Aquisgrana e dopo la vittoria ottenuta contro Teodorico d'Olanda, Enrico III gli conferì una rendita.

Nel 1046 consacrò, alla presenza dell'imperatore, la Chiesa collegiata di Santa Gertrude a Nivelles, una delle maggiori chiese romane dell'antica diocesi di Liegi.
Fu sepolto nella cattedrale di S. Lamberto a Liegi e sulla sua pietra tombale, scomparsa quando venne demolita la cattedrale nel 1794, fu scritto:«Ante ruet mundus quam surgat Wazon secundus».